# Idiostatus callimerus
Idiostatus callimerus är en insektsart som beskrevs av Rehn, J.A.G. och Morgan Hebard 1920. Idiostatus callimerus ingår i släktet Idiostatus och familjen vårtbitare. Inga underarter finns listade i Catalogue of Life.